# Irdning-Donnersbachtal
Irdning-Donnersbachtal è un comune austriaco di 4 137 abitanti nel distretto di Liezen, in Stiria. È stato creato il 1º gennaio 2015 dalla fusione dei precedenti comuni di Irdning, Donnersbach e Donnersbachwald e ha lo status di comune mercato (Marktgemeinde); capoluogo comunale è Irdning.